# Sénat (Burundi)
Pour les autres articles nationaux ou selon les autres juridictions, voir Sénat.
Législature 2025-2030
Le Sénat (en kirundi : Inama Nkenguzamateka) est la chambre  haute du parlement bicaméral du Burundi. 
Composé d'un minimum de 10 membres à parité Hutus et Tutsis élus pour cinq ans au scrutin indirect par les conseillers communaux, et de trois membres cooptés Twas, il est issu de la Constitution post-transition adoptée par référendum le 28 février 2005.

## Historique
Après une très brève période de bicamérisme sous le royaume du Burundi en 1965, le parlement burundais devient monocaméral l'année suivante après le coup d'État militaire du capitaine Michel Micombero qui met fin à la monarchie. 
À la suite de la longue période de guerre civile des années 1990 qui prend fin avec l'accord d'Arusha en août 2000, une période de transition est mise en œuvre, au cours de laquelle le Sénat est rétabli. Sa composition basée sur des principes d'inclusion et de parité ethnique est alors similaire à celle actuelle avec deux sénateurs — un Hutu et un Tutsi — pour chacune des 17 provinces de l'époque et trois sénateurs Twas, ses membres étant cependant tous cooptés par l'Assemblée nationale, auxquels s'ajoutait les anciens chefs de l'État pour un total de 52 sénateurs. La nouvelle Constitution promulguée le 18 mars 2005 met fin à la transition et entérine le bicamérisme. Les premières élections ont lieu le 29 juillet 2005, et permettent l'élection du président Pierre Nkurunziza par les deux chambres du parlement réunies en congrès le 19 août suivant.
Le nombre de province passe par la suite à 18, avant d'être réduit à cinq lors d'une réforme territoriale votée en 2024. La réforme entraine mécaniquement une importante réduction du nombre de sénateurs, les élus municipaux en élisant deux dans chaque province,.

## Composition

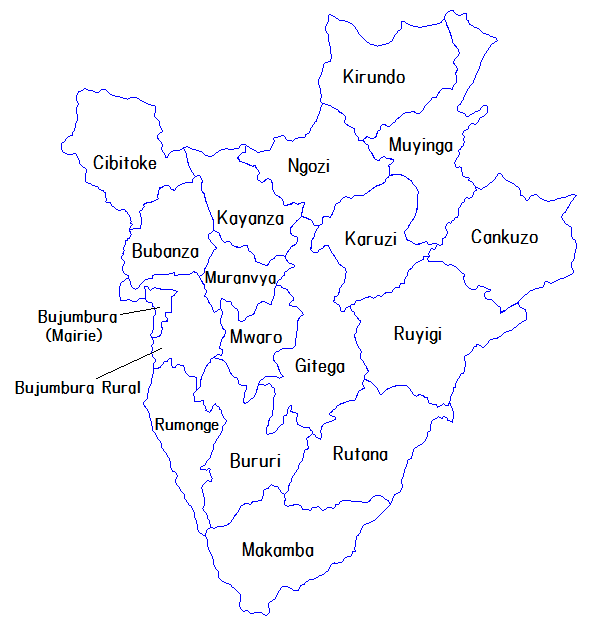
Provinces du Burundi en 2014.

Le Sénat est doté d'un minimum de 13 sièges pourvus pour cinq ans dont 10 au scrutin majoritaire indirect par les conseillers communaux des cinq provinces du pays. Deux sénateurs sont élus dans chacune d'elles lors de votes séparés, les deux sénateurs d'une même province ne pouvant appartenir à la même ethnie de manière à assurer la parité entre Hutus et Tutsis,,.
Chacun de ces sénateurs, âgé d'un minimum de 35 ans, est élu au scrutin majoritaire en un maximum de trois tours de scrutin. Au cours des deux premiers, la majorité absolue des suffrages est requise. Si aucun candidat ne l'obtient lors de ces deux tours, un troisième et dernier tour est organisé entre les deux candidats arrivés en tête au second, et celui recueillant le plus de suffrages est déclaré élu.
À ce total de 10 sénateurs élus s'ajoutent trois sénateurs de l’ethnie Twa cooptés par la Commission électorale nationale indépendante (CENI) sur la base de listes présentées par leurs organisations représentatives reconnues, en tenant compte du sexe et de la répartition géographique. Jusqu'à l'entrée en vigueur d'une nouvelle Constitution en juin 2018, les anciens présidents de la République devenaient de droit sénateur à vie.
Enfin, un quota de 30 % de femmes est appliqué, dont sont seuls exclus les sénateurs à vie. Si ce pourcentage n'est pas atteint par les sénateurs initiaux, la CENI procède à des cooptations en attribuant à des candidates féminines de chaque parti un nombre égal de sièges supplémentaires de manière à atteindre le quota de 30 % tout en conservant la part des sièges de chaque parti à la chambre. L'ensemble des membres cooptés sont choisis par la CENI parmi les candidates non élues figurant sur les listes des partis ayant remporté au moins 2 % des suffrages exprimés au niveau national, en concertation avec ces derniers.
La part variable des sièges peut ainsi donner un total bien supérieur au nombre minimum de sénateurs. Lors des premières élections en 2005, malgré un nombre de provinces de seulement dix-sept, antérieur à la scission de celle de Bujumbura, et donc un minimum théorique de 34 sénateurs, le nombre de ces derniers s'élève ainsi à 49 du fait de l'addition de quatre anciens présidents et de huit femmes cooptées pour atteindre le quota.

## Éligibilité
Pour être éligible à la fonction de sénateur, il faut remplir les conditions suivantes : être de nationalité burundaise depuis au moins dix ans, être âgé d'au moins 35 ans, résider au Burundi et être natif ou ressortissant de la province concernée, jouir de tous ses droits civils et politiques, souscrire à la Charte de l'unité nationale et adhérer au respect de l'unité nationale ainsi qu'à la proscription de l'ethnisme, du régionalisme et de la xénophobie. Il faut également respecter certaines conditions relatives aux peines pour crimes ou délits.
Il existe une incompatibilité avec la fonction de membre du gouvernement.

## Liste des présidents
| Titulaire                   | Élection   | Début        | Fin          | Parti    |
| --------------------------- | ---------- | ------------ | ------------ | -------- |
| Joseph Bamina               | 1965       | 1965         | 1965         | UPRONA   |
| Pas de Sénat de 1965 à 2002 |            |              |              |          |
| Libère Bararunyeretse       | Transition | 2002         | 2005         | UPRONA   |
| Gervais Rufyikiri           | 2005       | 17 août 2005 | août 2010    | CNDD-FDD |
| Gabriel Ntisezerana         | 2010       | août 2010    | 14 août 2015 | CNDD-FDD |
| Révérien Ndikuriyo          | 2015       | 14 août 2015 | 24 août 2020 | CNDD-FDD |
| Emmanuel Sinzohagera        | 2020       | 24 août 2020 | 5 août 2025  | CNDD-FDD |
| Gervais Ndirakobuca         | 2025       | 5 août 2025  | en cours     | CNDD-FDD |